# Соломон Мони де Були
Соломон Мони де Були (Београд, 27. септембар 1904 – Париз, 29. март 1968) био је српски писац јеврејског порекла. Припада групи авангардних српских писаца између два светска рата. Право име му је Соломон Були, али је још на почетку књижевне каријере узео уметничко Мони де Були (Mоnny de Boully).

## Биографија и књижевни рад
Рођен у једној од најстаријих и најбогатијих београдских јеврејских породица, основну школу и гимназију завршио је у родном месту и дипломирао на Правном факултету у Београду 1928. године. Како је сам написао у аутобиографији „Вечност“, детињство је провео сањарећи и читајући, а за осамнаест година осамнаест пута је посетио Беч. Са петнаест година одлази у Берлин где се упознаје са почецима авангардне уметности. Групи српских модерниста из кафане „Москва“ (Станислав Винавер, Тин Ујевић, Раде Драинац, Душан Матић, Ристo Ратковић, Драган Алексић и други) приступа 1919. године, а прву песму објављује 1923. године у „Хипносу“ Рада Драинца. Био је међу покретачима нових књижевних покрета, песничких прогласа и краткотрајних књижевних публикација. Уредио је алманах „Црно на бело“ (1924) и са Ристом Ратковићем покренуо и уређивао часопис „Вечност“ 1926. године.
Одлази у Париз 1925. године где се упознаје Бретоном, на чији наговор у петом броју часописа Надреалистичка револуција (La Revolution surrealiste) објављује са својом белешком „Вампира“ у преводу М. Фелера. Тако је први од српских авангардних песника ушао у најужи круг француских надреалиста (Андре Бретон, Луј Арагон, Пол Елијар), пре него што се у Београду формирала надреалистичка група. Крајем године враћа се у Београд и до 1928. се књижевно изузетно ангажује – објављује песничке књиге: „Крилато злато“ (1926), „Антена смрти“ (1927) и са Радом Драинцем „Две авантуристичке поеме“, а са Ристом Ратковићем поему „Левиатан“.
Поновни одлазак у Париз 1928. године отвара нову страницу његовог књижевног ангажовања. Са Жаном Кариво и Дидом де Мајо покреће часопис „Diskontinuite“, сарађује у часописима: „Le Grand Jeu“ потом  „Les Cahiers jaunes“, „Les Cahiers de l’Etoile” и „Les Cahires du Sud“. Објављивао је критику и репортаже из париског живота у „Времену“ и „Правди“ под насловом „Париска хроника“. Објавио је неколико аутоматских надреалистичких текстова и причу „Конструкција једног сна“ (1927). Како за њега каже Предраг Палавестра у књизи „Јеврејски писци у српској књижевности“, радио је мало, лењо, без журбе и суревњивости, тако да је из прикрајка где се склонио успео да оствари боље и значајније  дело него гласни првосвештеници српског надреализма. Иако је учествовао у првим надреалистичким подухватима у Паризу и Београду, Мони де Були није био признат и прихваћен међу малобројним али моћним београдским надреалистима, окупљеним око Марка Ристића. Будући да је живео у Француској, где је држао малу антикварницу у Паризу и само повремено објављивао понеки путопис у београдским дневним листовима, Мони де Були сматран је неком врстом отпадника из надреалистичког покрета. Пуних тридесет година (1938 – 1968) за њега се у књижевним круговима није ни знало, док га, после неколико мемоарских текстова у Политици (1966), пријатељи нису наговорили да објави књигу изабраних песничких и прозних текстова „Златне бубе“ (1968). Само неколико дана пре њене појаве из штампе Мони де Були је изненада преминуо у Паризу, тако да није дочекао да види своју књигу која га је посмртно на главна врата поново увела у српску књижевност.

## Књиге
- Крилато злато, поезија, Напредак, Београд, 1926,
- Антена смрти, Напредак, Београд, 1927,
- Две авантуристичке поеме, поеме (са Радом Драинцем), Београд, 1926,
- Левиатан, поема (са Ристом Ратковићем), Београд, 1927,
- Златне бубе, песме и подсећања, Просвета, Београд 1968,